# اینجی قارا
اینجی قارا (مروارید سیاه inchi ghara) نام کوهی است بلند با ارتفاع ۲۹۶۰ متر چهارمین قله بلند استان مرکزی واقع در شهرستان زرندیه، بخش خرقان است. این کوه در اسناد رسمی دولتی و نقشه‌ها به اشتباه اینچه قاره نامیده می‌شود در صورتی که نام صحیح آن اینجی قارا بوده که بین بومیان منطقه با نامهای اینجی بییم و اینجی ننه نیز شناخته می‌شود.
اینجی قارا در رشته کوهی به همین نام که از بخش مرکزی شهرستان زرندیه به سمت غرب در بخش خرقان کشیده شده، قرار دارد.
واژه اینجی قارا به زبان ترکی است که معادل پارسی آن مروارید سیاه است.
کوه اینجی قارا به دلیل پوشش گیاهی خاص خود و همچنین رودهایی که از آن جاری می‌باشد نقش بسزایی در اقتصاد و کشاورزی منطقه خرقان دارد.
اینجی قارا از نظر مردم روستاهای خرقان و بالاخص روستای چلسبان احترام و تقدس بالایی دارد و در زمانهای نه چندان دور اهالی روستا سالی دو مرتبه به صورت دسته جمعی به کوه می‌رفته و قربانی می‌بردند. یکی هنگام شروع برداشت محصول و دیگری هنگام اتمام برداشت؛ و به قول اهالی روستا (بیرخرمنلرسالاندا بیرده ییقلنده)
این قربانی بردن با مراسم خاصی همراه بود ابتدا در روز مقرر در روستا جار می‌زدند و اهالی هم همگی بساط خود را جمع کرده به طرف کوه عزیمت می‌کردند و در پای کوه کنار چشمه ای با صفا به نام آش بیشن بولاغی و در محلهای خاص خود (لازم است ذکر شود که در اطراف چشمه محلهایی ساخته شده از سنگ قرار دارد که به ترکی به آنها قالاق می‌گویند که در فارسی می‌توان به آنها سنگچین گفت که مختص هر خانواده می‌باشد) گرد می‌آمدند و بسته به موقعیت ممکن تعزیه نیز خوانده شود.
اهالی پس از قدری استراحت به سمت کوه صعود کرده و در بالای کوه دور سنگچینی بزرگ که اکنون نیز وجود دارد طواف کرده و سپس به محل تجمع در پای کوه برمی‌گشتند.
اینجی قارا همچنین مورد الهام تعدادی از شعرا قرار گرفته که تازهترین آنها سروده شاعر خوش‌ذوق رازقانی آقای الیاس امیر حسنی می‌باشد که تقدیم خوانندگان گرامی می‌گردد. گفتنی است یکی از شعرای مرغئی به نام مهرعلی احمدی نیز با اقتباس از حیدربابای شهریار شعری با عنوان اینجی ننه سروده که هنوز منتشر نشده‌است.